# Joseph Jonas Dumont
 (mars 2018).
Si vous disposez d'ouvrages ou d'articles de référence ou si vous connaissez des sites web de qualité traitant du thème abordé ici, merci de compléter l'article en donnant les références utiles à sa vérifiabilité et en les liant à la section « Notes et références ».

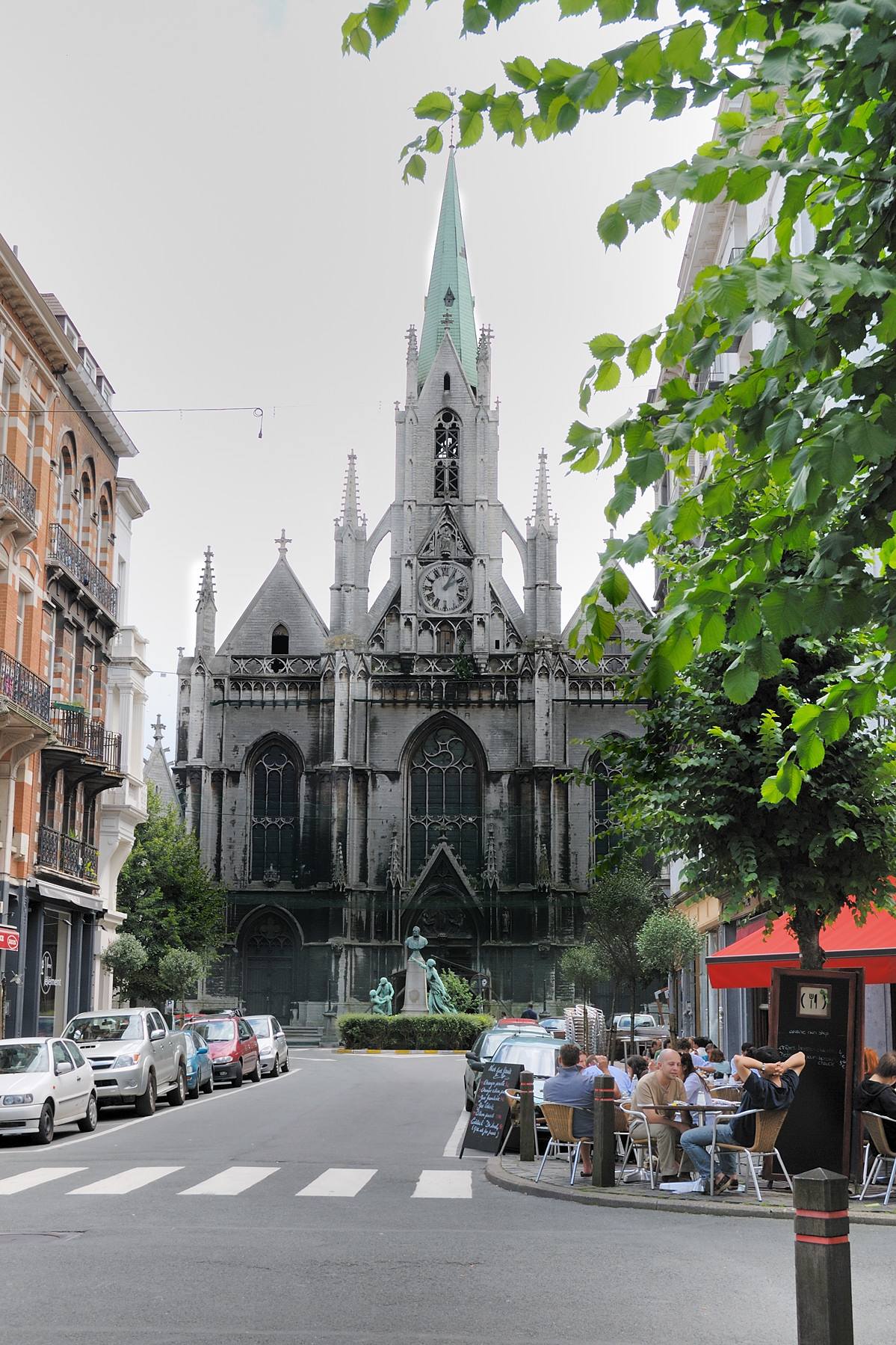
Ixelles (Bruxelles), église néogothique de Saint-Boniface, par l'architecte Joseph Jonas Dumont, 1846-1849.

Joseph Dumont ou Joseph Jonas Dumont, né à Düsseldorf (grand-duché de Berg) en 1811 et décédé à Saint-Josse-ten-Noode (Bruxelles) le 29 mars 1859 est un architecte belge .
Il faisait partie de cette enthousiaste génération d'architectes qui en peu de temps allaient donner à leur patrie nouvelle un visage nouveau, marqué par les traces du passé mais tourné vers l'avenir.

## Éléments biographiques
Peu de temps après l'indépendance de la Belgique on le voit à côté des Tilman-François Suys, Louis Roelandt ou Bruno Renard, participer à l'effort de promotion d'un style plongeant dans l'histoire de ce pays, c'est-à-dire le néo-gothique, rappelant la gloire médiévale des cités flamandes.
C'est ainsi lui qui fut chargé de restaurer ou plutôt de re-gothiciser l'église Notre-Dame du Sablon (1842-1845) ainsi que la Porte de Hal. Ces projets restèrent sans suite en son temps mais furent entrepris plus tard par d'autres.
Il devint l'architecte attitré de la Commission royale des monuments et des sites.
Il fit en 1846 un voyage en Angleterre où il étudia le néo-gothique alors florissant en ce pays.
Convaincu du rôle social de l'architecture, il se consacra désormais à la construction de bâtiments capables de moraliser le peuple, à savoir des églises et, à défaut de réussite de leur enseignement, des prisons.
C'est ainsi qu'il eut à son actif la construction de tout un chapelet d'églises nouvelles et bien sûr néo-gothiques, celle de Saint-Boniface à Ixelles (1846-1849), celle de Malle en Limbourg (1844-1845), celle de Saint-Pierre à Wanfercée-Baulet (1844-1848) et l'église de Bouillon. Pour les prisons, de Louvain (1851), Verviers (1850), Dinant (1851), Charleroi (1851), le style pseudo-Tudor, qui donnait un avant goût de la vie de château, eut sa préférence, non sans choquer certains qui s'indignaient car « Il est de toute évidence que les malfaiteurs se trouveront infiniment mieux logés que leurs juges ». C'est également lui qui conçut la prison de Saint-Gilles mais elle ne sera construite qu'entre 1878 et 1884 sous la direction de l'architecte François Derré.
Beaucoup de ses œuvres n'existent plus, exception faite de l'église Saint-Boniface à Ixelles, récemment restaurée et bien intégrée dans un quartier revivifié.
Parmi ses disciples l'on distingue Victor Jamaer.

## Honneur
Joseph Jonas Dumont est :
- Chevalier de l'ordre de Léopold (Belgique, 1851)[2].